# Alfredo Quesada
Alfredo Enrique Quesada Farias (Lobitos, 22 aprile 1949) è un ex calciatore peruviano, di ruolo centrocampista.

## Carriera

### Club
Ha giocato nella prima divisione peruviana.

### Nazionale
Con la nazionale peruviana ha preso parte ai Mondiali 1978 ed ha vinto la Coppa America 1975.

## Palmarès

### Club
- Campionato peruviano: 6

Sporting Cristal Lima: 1968, 1970, 1972, 1979, 1980, 1983

### Nazionale
- Campeonato Sudamericano de Football: 2

Copa América 1975